# Tomosvaryella santaroi
Tomosvaryella santaroi är en tvåvingeart som beskrevs av Ouchi 1943. Tomosvaryella santaroi ingår i släktet Tomosvaryella och familjen ögonflugor. Inga underarter finns listade i Catalogue of Life.